# Hurst Wickham
Hurst Wickham – wieś w Anglii, w hrabstwie West Sussex, w dystrykcie Mid Sussex. Leży 45 km na wschód od miasta Chichester i 64 km na południe od Londynu.